# Nils Skoglund
Nils Skoglund (Stockholm, 15 augustus 1906 - aldaar, 1 januari 1980) was een Zweeds schoonspringer. Hij nam deel aan de Olympische Zomerspelen van 1920 en was de jongste medaillewinnaar op deze Spelen.

## Biografie
Nils Skoglund was een van de Zweedse deelnemers aan de Olympische Zomerspelen van 1920. Binnen de discipline van de schoonspringen op deze Zomerspelen nam hij deel aan het onderdeel van het hoogduiken. Hij behaalde daar de zilveren medaille op 14-jarige leeftijd, wat hem de jongste medaillewinnaar maakte op deze editie van de Olympische Zomerspelen.
Hij was een broer van acteur Gunnar Skoglund. Een andere broer, Erik Skoglund, nam als zwemmer deel aan de Olympische Zomerspelen van 1924 in Parijs.

### Olympische Zomerspelen
| Jaar | Plaats    | Discipline     | Onderdeel  | Resultaat |
| ---- | --------- | -------------- | ---------- | --------- |
| 1920 | Antwerpen | schoonspringen | hoogduiken | Zilver    |